# Diarmait mac Áedo Sláine
Diarmait (m. 665) fue el hijo de Áed Sláine. Según los anales irlandeses, fue Rey Supremo de Irlanda.

## Hijos de Áed Sláine

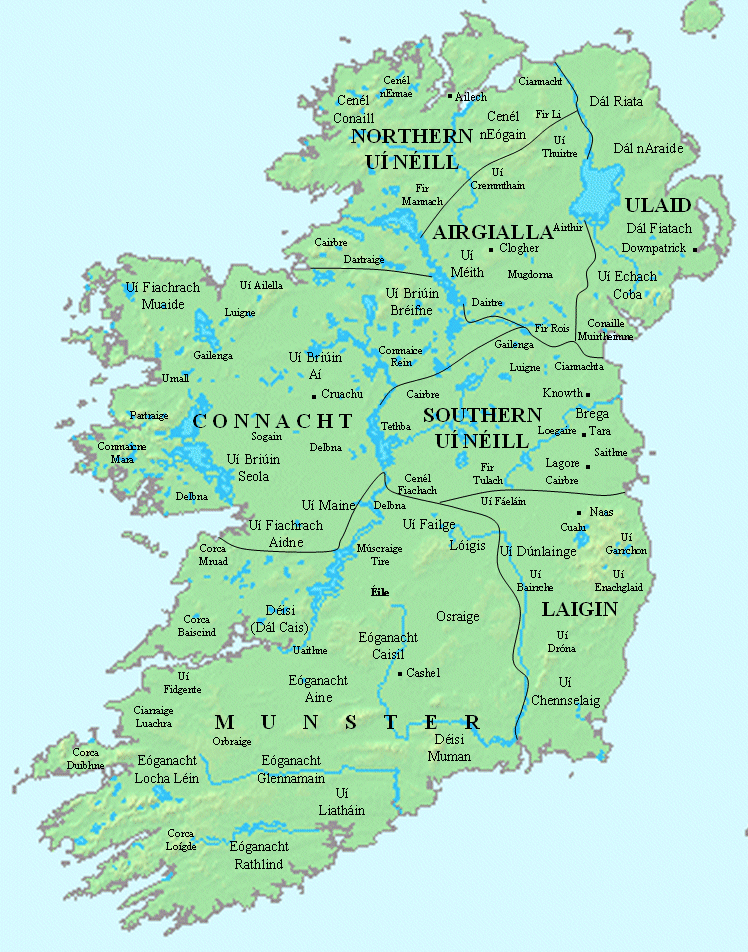
Pueblos y reinos de la antigua Irlanda.

El padre de Diarmait, Áed Sláine era hijo de Diarmait mac Cerbaill, antepasado de varias ramas de los Uí Néill meridionales que dominaron Irlanda desde finales del siglo VI hasta la aparición de Brian Bóruma a finales del siglo X. Los descendientes de Áed Sláine serían conocidos como los Síl nÁedo Sláine. Con la excepción posible de Óengus mac Colmáin, todos los reyes Uí Néill descendieron de Diarmait mac Cerbaill pertenecideron a los Síl nÁedo Sláine hasta la muerte de Cináed mac Írgalaig en 728. Los Síl nÁedo Sláine eran reyes de Brega y la Colina de Tara, donde eran inaugurados los reyes supremos de Irlanda, estaba en su territorio. Otros grupos descendientes de los hijos de Diarmait serían los Clann Cholmáin, o más específicamente los Clann Cholmáin Már, descendientes de Colmán Már, que reemplazaron a los Síl nÁedo Sláine como grupo dominante de los Uí Néill del sur desde mediados del siglo VIII, y los menos importantes Caílle Follamain o Clann Cholmáin Bicc, descendientes de Colmán Beg.
Se dice que el propio Áed Sláine fue Rey Supremo junto con Colmán Rímid, miembro de la dinastía Cenél nEógain de los Uí Néill del norte, tras la muerte de Áed mac Ainmuirech. Áed Sláine murió circa 604, una muerte que se dijo había sido profetizada por San Columba. Entre los hijos de Áed se cree que estarían Diarmait, Blathmac (m. 665), Congal (m. 634), Ailill (m. 634), y Dúnchad (m. 659).

## Domnal mac Áedo y Congal Cáech
Diarmait era uno de los hijos menores de Áed Sláine. Según las listas de reyes, el trono de Brega fue ocupado por Congal y luego por Ailill, ambos asesinado por Conall Guthbinn mac Suibni de Clann Cholmáin en 634, después de lo cual Diarmait y su hermano Blathmac fueron reyes conjuntos de Brega. Diarmait mató a Conall Guthbinn mac Suibni "en la casa del hijo de Nad-Fraích" según los Anales de Ulster, en 635. Ese mismo año, Diarmait venció a los Clann Cholmáin Bicc en la batalla en Cúil Caeláin donde el hijo de Óengus mac Colmáin, Máel Umai fue asesinado.
En esta época, el título de rey supremo era disputado entre Domnall mac Áedo de los Cenél Conaill de los Uí Néill del norte y el rey Cruithn Congal Cáech. En este complicado pulso, Diarmait y Blathmac se aliaron a Domnall y lucharon con él en la Batalla de Mag Rath donde Congal fue asesinado. Algunas ramas de los Uí Néill lucharon contra Domnall y se dice que el padre adoptivo de Diarmait, Lommainnech mató al hijo de Conall mac Suibni, Airmedach en la batalla.

## Rey Supremo
Los compiladores de los distintos anales irlandeses se muestran inciertos acerca de los sucesos que ocurrieron a la muerte de Domnall mac Áedo en 642. Los Anales de Ulster afirman:
Aquí es incierto quién reinó después de Domnall. Algunos historiógrafos declaran que cuatro reyes, i.e. Cellach, Conall Cóel, y dos hijos de Aed Sláine hijo de Diarmait hijo de Fergus Cerrbél hijo de Conall de Cremthann hijo de Niall Noígiallach, concretamente Diarmait y Blathmac, reinaron de manera mezclada.
Según el Baile Chuinn Chétchathaig, una lista de Reyes Supremos de finales del siglo VII compuesta durante el reinado del sobrino de Diarmait, Fínsnechta Fledach, hijo de Dúnchad, Domnall mac Áedo fue sucedido por Diarmait y Blathmac. El Baile Chuind omite varios reyes, incluyendo Áed Sláine, algunos de los cuales pueden ser errores de copia, pero otros son aparentemente deliberados. Es un trabajo de propaganda dinástica, que pretende demostrar que los Síl nÁedo Sláine deberían ser Reyes Supremos de Irlanda por derecho propio. Por estas razones, aunque es un testimonio casi contemporáneo, no es necesariamente fiable.
De los dos o cuatro reyes, Diarmait fue el más activo según el registro que sobrevive en los anales irlandeses. En 649 derrotó a Guaire Aidne mac Colmáin, rey de Connacht, en la batalla de Carn Conaill. El poema Cath Cairnd Chonaill pretende describir la batalla y su contexto. Cuenta que el rey de Munster estaba presente como aliado de Guaire, pero este testimonio es tardío y poco creíble. En 654, Diarmait asesinó a Conall Cóel y Cellach murió en 658.
Una peste llegó a Irlanda en 664, llamada el buide Chonaill. Los anales cuentan que Diarmait y su hermano Blathmac murieron por la enfermedad al año siguiente. Según las listas de reyes fueron sucedidos por el hijo de Blathmac, Sechnassach, posiblemente gobernando conjuntamente con otro hijo de Blathmac, Cenn Fáelad.

## Descendientes y posteridad
Los descendientes de Diarmait dieron lugar a la estirpe Uí Chernaig dentro de los del Síl nÁedo Sláine, llamados así por el hijo de Diarmait, Cernach. Su centro de poder se ubicaba alrededor de Loch Gabhair en el actual Condado de Meath. Pocos de los descendientes de Diarmait llegaron a ser figuras importantes en la historia irlandesa. Su nieto Conall mac Cernaig, más conocido como Conall Grant, fue una figura importante en los años 710, y su bisnieto, Fogartach mac Néill, llegaría a ser Rey Supremo.
Para editores y creadores de literatura en irlandés medio, el reinado de Diarmait y Blathmac fue una Época dorada. Entre los trabajos que datan de este periodo se cuentan el Cath Cairnd Chonaill y el Scéla Cano meic Gartnáin.